# Wilfried Nancy
Wilfried Nancy (Le Havre, 9 aprile 1977) è un allenatore di calcio ed ex calciatore francese, di ruolo difensore e tecnico del Columbus Crew.

## Carriera

### Allenatore
Nel 2011 entra a far parte del "Montréal Impact Academy" iniziando ad allenare la categoria degli Under-18. Successivamente prende le redini dell'Under-21 dal 2014 e successivamente l'Under-16 fino al 2015. Il 4 gennaio 2016 viene promosso ad assistente allenatore della prima squadra, il Montréal Impact. L'8 marzo 2021, a seguito delle dimissioni di Thierry Henry, viene scelto come nuovo allenatore del club. Il primo anno alla guida di Montréal termina con la mancata qualificazione ai play-off di campionato ma con la vittoria della coppa nazionale canadese e la conseguente qualificazione alla CONCACAF Champions League.
Il 9 settembre 2022, con quattro turni di anticipo, la squadra si qualifica per la fase play-off del campionato grazie al punto utile conquistato in casa contro il Columbus Crew.
Il 6 dicembre 2022 lascia il CF Montréal dopo undici anni per passare al Columbus Crew come nuovo allenatore.

## Statistiche

### Statistiche da allenatore
Statistiche aggiornate al 6 maggio 2025.
| Stagione             | Squadra              | Campionato           | Campionato | Campionato | Campionato | Campionato | Coppe nazionali | Coppe nazionali | Coppe nazionali | Coppe nazionali | Coppe nazionali | Coppe continentali | Coppe continentali | Coppe continentali | Coppe continentali | Coppe continentali | Altre coppe | Altre coppe | Altre coppe | Altre coppe | Altre coppe | Totale | Totale | Totale | Totale | % Vittorie | Piazz. |
| Stagione             | Squadra              | Comp                 | G          | V          | N          | P          | Comp            | G               | V               | N               | P               | Comp               | G                  | V                  | N                  | P                  | Comp        | G           | V           | N           | P           | G      | V      | N      | P      | %          | Piazz. |
| -------------------- | -------------------- | -------------------- | ---------- | ---------- | ---------- | ---------- | --------------- | --------------- | --------------- | --------------- | --------------- | ------------------ | ------------------ | ------------------ | ------------------ | ------------------ | ----------- | ----------- | ----------- | ----------- | ----------- | ------ | ------ | ------ | ------ | ---------- | ------ |
| 2021                 | CF Montréal          | MLS                  | 34         | 11         | 11         | 12         | CC              | 3               | 2               | 1               | 0               |                    | -                  | -                  | -                  | -                  | -           | -           | -           | -           | -           | 37     | 13     | 12     | 12     | 35,14      | 18°    |
| 2022                 | CF Montréal          | MLS                  | 34+2       | 20+1       | 5          | 9+1        | CC              | 2               | 1               | 0               | 1               | CCL                | 4                  | 1                  | 1                  | 2                  | -           | -           | -           | -           | -           | 42     | 23     | 6      | 13     | 54,76      | 3°     |
| Totale CF Montréal   | Totale CF Montréal   | Totale CF Montréal   | 68+2       | 31+1       | 16         | 21+1       |                 | 5               | 3               | 1               | 1               |                    | 4                  | 1                  | 1                  | 2                  |             | -           | -           | -           | -           | 79     | 36     | 18     | 25     | 45,57      |        |
| 2023                 | Columbus Crew        | MLS                  | 34+6       | 16+5       | 9          | 9+1        | USOC            | 3               | 2               | 0               | 1               |                    | -                  | -                  | -                  | -                  | LC          | 3           | 2           | 1           | 0           | 46     | 25     | 10     | 11     | 54,35      | 3°     |
| 2024                 | Columbus Crew        | MLS                  | 34+2       | 19         | 9+1        | 6+1        | -               | -               | -               | -               | -               | CCC                | 7                  | 3                  | 3                  | 1                  | LC+CC       | 5+1         | 4           | 1           | 0+1         | 49     | 26     | 14     | 9      | 53,06      | 2°     |
| 2025                 | Columbus Crew        | MLS                  | 12         | 7          | 4          | 1          | -               | -               | -               | -               | -               | CCC                | 2                  | 1                  | 0                  | 1                  | LC          | -           | -           | -           | -           | 14     | 8      | 4      | 2      | 57,14      |        |
| Totale Columbus Crew | Totale Columbus Crew | Totale Columbus Crew | 80+8       | 42+5       | 22+1       | 16+2       |                 | 3               | 2               | 0               | 1               |                    | 9                  | 4                  | 3                  | 2                  |             | 9           | 6           | 2           | 1           | 109    | 59     | 28     | 22     | 54,13      |        |
| Totale carriera      | Totale carriera      | Totale carriera      | 158        | 79         | 39         | 40         |                 | 8               | 5               | 1               | 2               |                    | 13                 | 5                  | 4                  | 4                  |             | 9           | 6           | 2           | 1           | 188    | 95     | 46     | 47     | 50,53      |        |

## Palmarès

### Allenatore

#### Club

##### Competizioni nazionali
- Canadian Championship: 1

Montreal Impact: 2021
- Campionato MLS: 1

Columbus Crew: 2023

##### Competizioni internazionali
- Leagues Cup: 1

Columbus Crew: 2024

#### Individuale
- Miglior allenatore della Major League Soccer: 1

2024